# Willy Petter
Willy Petter (fl. XX secolo) è stato un pattinatore artistico su ghiaccio austriaco. Insieme Lilly Gaillard ha vinto due argenti (1932 e 1933) e un bronzo (1931) al Campionato europeo.

## Palmarès
Con Lilly Gaillard
| Internazionali       | Internazionali | Internazionali | Internazionali |
| Evento               | 1931           | 1932           | 1933           |
| -------------------- | -------------- | -------------- | -------------- |
| Campionati mondiali  | 4°             |                |                |
| Campionati europei   | 3°             | 2°             | 2°             |
| Nazionali            |                |                |                |
| Campionati austriaci | 1°             | 1°             | 2°             |